# Aderus impressus
Aderus impressus es una especie de coleóptero de la familia Aderidae. Fue descrita científicamente por John Lawrence LeConte en 1875.

## Distribución geográfica
Habita en el sudeste de Estados Unidos.